# Wang Fang (athlétisme handisport)
Dans ce nom chinois, le nom de famille, Wang, précède le nom personnel.
Pour les articles homonymes, voir Wang Fang.
Wang Fang, née le 26 janvier 1983 à Tianjin, est une athlète handisport chinoise.

## Carrière
Wang Fang est atteinte d'une infirmité motrice cérébrale.
Aux Jeux paralympiques d'été de 2004, elle est médaillée d'or du 100 mètres et du 200 mètres dans la catégorie T36 et médaillée d'argent du 800 mètres dans la catégorie T38. Elle remporte aux Jeux paralympiques d'été de 2008 la médaille d'or du 100 mètres et du 200 mètres dans la catégorie T36.
Elle est championne du monde du 100 mètres et du 200 mètres dans la catégorie T36 en 2002 et en 2006 et vice-championne du monde du 200 mètres T36 en 2011.